# 叶华 (萧三夫人)

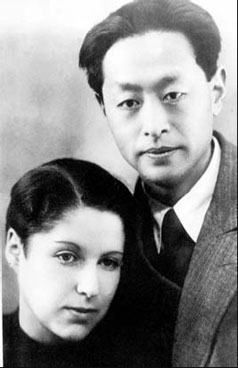
1934年，叶华、萧三合影

叶华（Eva Sandberg，1911年11月8日—2001年11月29日）女，又名耶娃·萧（Eva Siao），生于德国布雷斯劳（今波兰弗罗茨瓦夫），先后加入苏联国籍、中华人民共和国国籍，中华人民共和国摄影家、国际活动家。

## 生平
1911年，叶华生于德国布雷斯劳。耶娃过6岁生日时，哥哥假充“中国皇帝”给她写了封“求婚信”并给她一本中国书。信里说，看了她的照片很喜欢她，想和她结婚，但她年纪还小，自己可以等她，先寄来中国书让她学中文。
1930年，叶华毕业于德国慕尼黑电影学院。1930年代，在瑞典受左翼思潮影响。1934年到苏联，并结识中国左翼作家联盟驻苏联成员萧三。1935年，加入苏联国籍，和萧三结婚。其后，萧三回到中国延安，经毛泽东亲自允许叶华来延安。1940年，叶华来到中国延安，获得了中国名字“叶华”，担任保育院及医院儿科顾问。1943年，两人因延安整风运动关系出现裂痕而假离婚。1943年叶华回到苏联。
1949年4月，萧三随中国保卫世界和平代表团到莫斯科，与叶华及孩子们重逢。1949年，叶华和萧三一起回中国。1950年，叶华到新华社任摄影记者，成为中华人民共和国时期第一批在北京工作的外国人，任职到1958年。此后，叶华任东德电视台驻北京记者。1964年加入中华人民共和国国籍。
文化大革命期间，叶华和萧三卷入“李立三特务集团案”，被安上“苏修特务”罪名。两人于1967年6月都被逮捕关押到秦城监狱，在监狱里不能见面。1975年，萧三、叶华分别致信毛泽东，告知处境。1975年7月1日，毛泽东在萧三的信上批示：“如无确证，只是嫌疑，则应释放，免予追究，以观后效，从实践证明。”此后萧三、叶华获释。
叶华在中国工作期间，曾在中国国内外出版介绍中国文化的画册《京剧》、《家》、《西藏》、《西藏上空的星星》、《小鬼》、《中国和她的面孔》等等。年近九旬时，叶华几乎仍每年独自出国办摄影展、出版摄影作品集及回忆录。1999年8月，叶华在北京中国美术馆举办“中国：我的梦、我的爱”摄影展，并结集出版大型画册《叶华眼里的中国》。叶华在德国有知名度，回忆录《中国，我的梦，我的爱》7次再版。德国旅游团的客人将她视为北京“名胜”。
叶华是中国人民政治协商会议全国委员会第六、七届委员。
2001年11月29日，叶华在北京病逝，享年90岁。

## 著作
- 画册《京剧》、《家》、《西藏》、《西藏上空的星星》、《小鬼》、《中国和她的面孔》、《叶华眼里的中国》
- 回忆录《中国，我的梦，我的爱》
- 回忆录《我们一见钟情——我与萧三》（原名《世纪之恋——我与萧三》）